# Roseburg
Roseburg ist eine Gemeinde im Kreis Herzogtum Lauenburg in Schleswig-Holstein.

## Geographie

### Geographische Lage
Das Gemeindegebiet von Roseburg liegt im Naturraum Südmecklenburgische Niederungen nördlich von Büchen. Das Gemeindegebiet reicht im Süden bis an den Elbe-Lübeck-Kanal heran. Die Steinau fließt im Westteil durch das Gemeindegebiet.

### Gemeindegliederung
Im Gemeindegebiet von Roseburg befinden sich neben dem Dorf gleichen Namens auch die Wohnplätze Fasanerie, Neugüster (auch: Neu-Güster) und Wotersen.

### Nachbargemeinden
Direkt angrenzende Gemeindegebiete von Roseburg sind:
| Kankelau    | Tramm, Hornbek                              |        |
|             | Kompassrose, die auf Nachbargemeinden zeigt | Güster |
| Groß Pampau | Klein Pampau, Siebeneichen, Fitzen          |        |

## Geschichte
Das Dorf wurde im Ratzeburger Zehntregister von 1230 zum ersten Mal urkundlich erwähnt. Roseburg gehörte zum Adligen Gut Wotersen. Mit der Auflösung der Gutsbezirke Ende der 1920er Jahre gehört das Gut mit dem bekannten Herrenhaus zur Gemeinde Roseburg.

## Politik

### Gemeindevertretung
Bei der Kommunalwahl am 14. Mai 2023 wurden insgesamt neun Sitze vergeben. Von diesen erhielt die Roseburger Wählergemeinschaft sechs Sitze (Stimmenanteil 68 %)  und die SPD drei Sitze (32 %). Die Wahlbeteiligung lag bei 66,5 Prozent.

### Wappen
Blasonierung: „Über rotem Zinnenschildfuss in Silber ein roter, links und rechts mit je einem silbernen Ziegel belegter Drillingsfaden, bedeckt von einer fünfblättrigen schwarz geaderten goldenen Rose mit rotem Butzen und fünf grünen Kelchblättern.“

## Sehenswürdigkeiten
In der Liste der Kulturdenkmale in Roseburg stehen die in der Denkmalliste des Landes Schleswig-Holstein eingetragenen Kulturdenkmale.

## Bauwerke

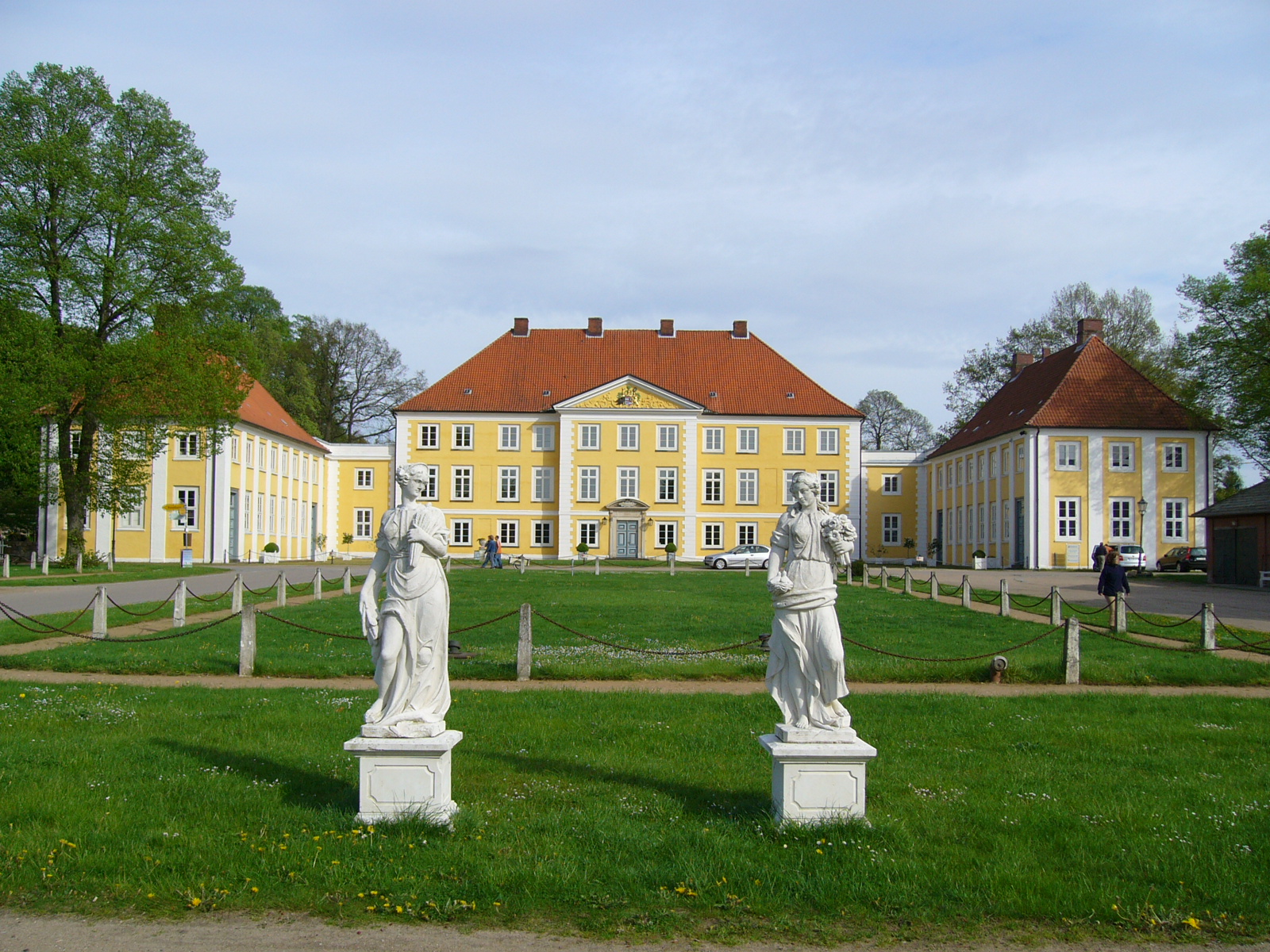
Herrenhaus des Gutes Wotersen
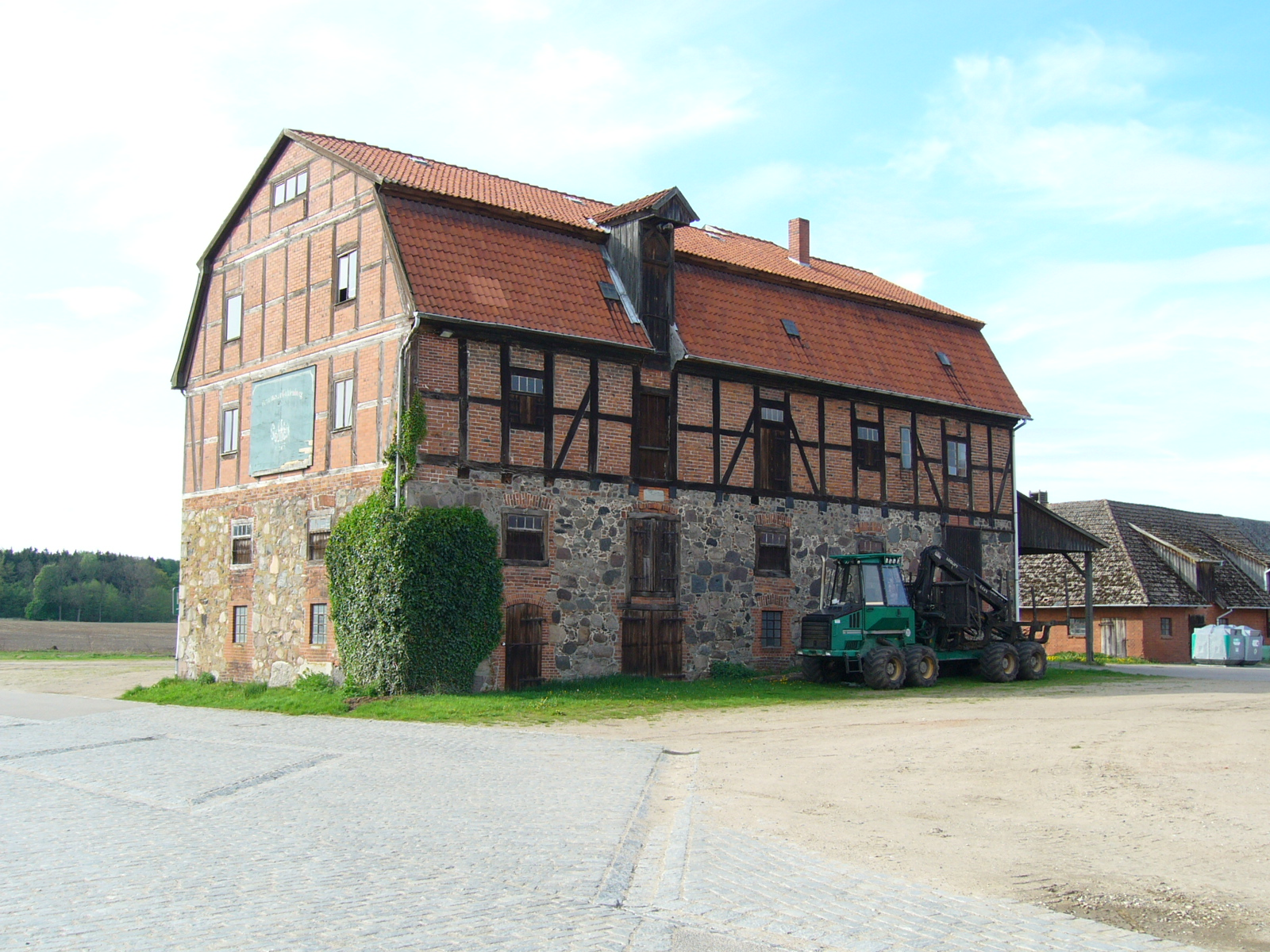
Gut Wotersen – Lagerhaus

Das stattliche dreiflügliche Herrenhaus von Gut Wotersen wurde von 1721 bis 1737 für von Bernstorff erbaut. Baumeister war Paul Heumann. Der elfachsige Hauptbau ist zum Ehrenhof drei- und zum Garten zweigeschossig. Das Gut blieb bis 1996 im Besitz der Familie von Bernstorff.
Nicht nur das Herrenhaus, sondern die gesamte Gutsanlage ist sehr beeindruckend. Ganz ungewöhnlich ist, dass einige Wirtschaftsgebäude aus Felssteinen errichtet wurden.
Bundesweit bekannt wurde das Gut durch die ZDF-Serie „Das Erbe der Guldenburgs“.

## Verkehr
Im Südosten von Roseburg verläuft die Bahnstrecke Lübeck–Lüneburg.

## Persönlichkeiten
- Johann Hartwig Ernst von Bernstorff-Gyldensteen (1815–1898), Gutsbesitzer auf Wotersen, Abgeordneter der Lauenburgischen Ritter- und Landschaft
- Der Schriftsteller Peter Rühmkorf (1929–2008) starb in Roseburg.